# Arthur Greenwood

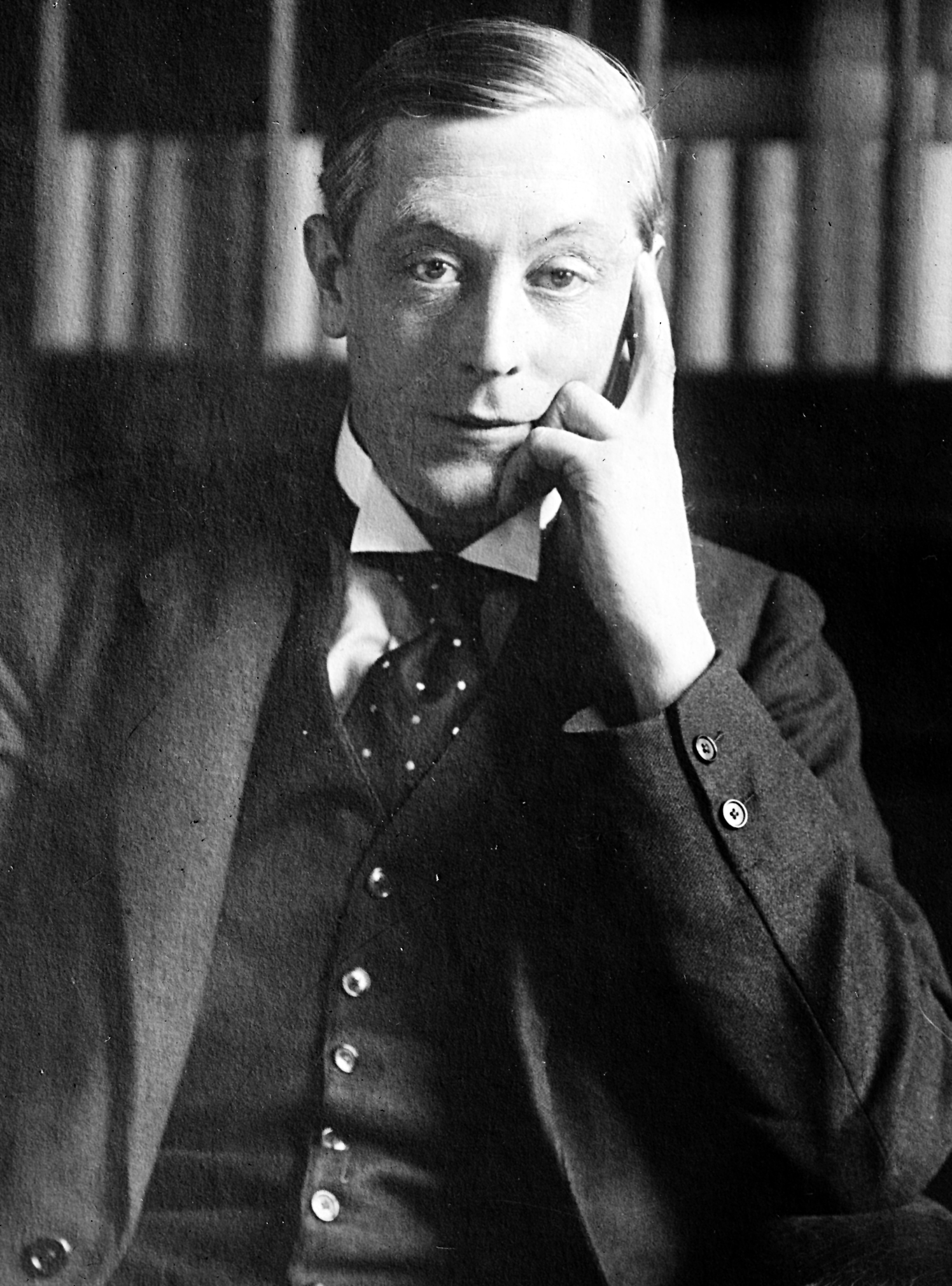
Arthur Greenwood

Arthur Greenwood CH (* 8. Februar 1880 in Hunslet, Yorkshire, England; † 9. Juni 1954 in London) war ein britischer Politiker der Labour Party.

## Leben
Der Sohn eines Malers und Dekorateurs erhielt 1893 ein Stipendium an der Bewerley Street School und war danach seit 1895 selbst als Vorschullehrer tätig. Durch das Lesen der Wochenzeitung The Clarion und der Artikel von Philip Snowden begann er sich mit dem Sozialismus zu befassen und wurde schließlich Mitglied der Labour Party. 1899 begann er mit einem weiteren Stipendium eine Lehrerfortbildung am Yorkshire College in Leeds und erwarb schließlich 1905 einen Bachelor of Science an der University of Leeds.
Danach war er zunächst weiter als Lehrer tätig, wurde aber kurz darauf Leiter des Technical College in Huddersfield und schließlich 1913 Dozent für Wirtschaftswissenschaften an der University of Leeds. 1914 ging er nach London und wurde Sekretär des Rates für Studien internationaler Beziehungen und veröffentlichte während des Ersten Weltkrieges mit The Reorganisation of Industry (1916) eines seiner wichtigeren Werke. Zum Ende des Krieges wurde er ein enger Mitarbeiter des damaligen Wiederaufbauministers Christopher Addison sowie von Arthur Henderson.
Greenwood übernahm zunächst Funktionen innerhalb der Labour Party wahr und wurde 1920 Sekretär der Informations- und Forschungsabteilung. Er wurde bei den Unterhauswahlen vom 15. November 1922 erstmals als Abgeordneter in das House of Commons gewählt und vertrat dort zunächst bis zum 27. Oktober 1931 den Wahlkreis Nelson and Colne. Zwischen Januar und November 1924 war er während der Amtszeit von Premierminister Ramsay MacDonald Parlamentarischer Sekretär im Gesundheitsministerium.
In der zweiten Regierung von Ramsay MacDonald war er vom 5. Juni 1929 bis zum 24. August 1931 Gesundheitsminister. Bei den Unterhauswahlen vom 27. Oktober 1931 verlor er sein Mandat im Unterhaus, wurde aber bei einer Nachwahl im Wahlkreis Wakefield am 21. April 1932 wieder ins House of Commons gewählt und gehörte diesem dann bis zu seinem Tod an. Im Jahre 1931 wurde Greenwood ein Mitglied im Bund der Freimaurer, seine Loge war die New Welcome Lodge Nr. 5139 in London.
1935 bewarb er sich als Vorsitzender der Labour Party, unterlag allerdings mit 33 Stimmen bereits im ersten Wahlgang Clement Attlee, der 58 Stimmen erhielt, und dem Zweitplatzierten Herbert Stanley Morrison, der 44 Stimmen bekam. Allerdings wurde er stellvertretender Vorsitzender der Labour Party und bekleidete diese Funktion bis zu seiner Ablösung zur Herbert Morrison 1945.
In der von Winston Churchill geführten Kriegsregierung war er zwischen Mai 1940 und Februar 1942 Minister ohne Geschäftsbereich und Mitglied des inneren Kriegskabinetts, danach bis 1945 als Vorsitzender der Fraktion der Labour Party im Unterhaus auch Führer der Opposition (Leader of the Opposition). Darüber hinaus wurde Greenwood 1943 Schatzmeister der Labour Party und behielt diese Funktion bis 1954.
Nach dem Wahlsieg der Labour Party bei den Unterhauswahlen vom 5. Juli 1945 wurde er von Premierminister Clement Attlee zum Lordsiegelbewahrer berufen und übte dieses Amt bis 1947 aus. Daneben war er zwischen 1946 und 1947 Generalzahlmeister (Paymaster General).
Nach seinem Ausscheiden aus der Regierung lehnte er die ihm angebotene Erhebung in den Adelsstand als Viscount ab, da dies „gegen seine Prinzipien verstoßen würde und ungünstig für die Parlamentslaufbahn seines Sohnes sei“. Sein Sohn Anthony Greenwood war ebenfalls langjähriger Abgeordneter der Labour Party im Unterhaus und Minister, der später als Baron Greenwood of Rossendale Mitglied des House of Lords wurde. Arthur Greenwood wurde im Golders Green Crematorium in London eingeäschert, wo sich auch seine Asche befindet.

## Veröffentlichungen
- Juvenile labour exchanges and after-care, 1911
- The health and physique of school children, 1913
- Richard Oastler, „the factory king“, 1913
- Public ownership of the liquor trade, 1920
- From capitalism to co-operative commonwealth, 1926
- The compulsory raising of the school-leaving age, 1927
- The labour outlook, 1929
- Unemployment and the distressed areas, 1935
- Why we fight, 1940
- All children are mine, 1952